# Монологи певицы
«Моноло́ги певи́цы» (также «Моноло́г певи́цы») — концертная программа Аллы Пугачёвой 1981—1983 годов, являющаяся также дипломной работой певицы-выпускницы режиссёрского отделения ГИТИСа. Автором сценария и режиссёром-постановщиком программы выступила сама Алла Пугачёва. Премьера программы и защита дипломной работы состоялась 26 июня 1981 года в Москве на сцене концертного зала Военно-воздушной академии им. Н. Е. Жуковского. Затем в течение трёх лет певица представила её зрителям крупных городов СССР, а также в ряде европейских стран. Всего было дано около 250 концертов в 80 городах и 12 странах.
«Монологи певицы» существенно отличаются от предыдущей концертной программы певицы «Женщина, которая поёт». В своих интервью Пугачёва позиционировала новую концертную программу как «моноспектакль» с присущими классической театральной постановке элементами сюжета — экспозицией, завязкой, кульминацией, развязкой и эпилогом.

## История
В 1976 году будучи солисткой ВИА «Весёлые ребята» Алла Пугачёва поступила на режиссёрский факультет Государственного института театрального искусства им. А. В. Луначарского. В 1977 году певица начала сольную концертную карьеру. Её концертная программа 1977—1978 годов не имела определённого названия, а в афишах писали «Поёт Алла Пугачёва». В январе 1979 года Пугачёва как режиссёр-постановщик подготовила и выпустила свою новую сольную концертную программу «Женщина, которая поёт», которая стала её курсовой работой по окончании III курса института. Программа была представлена в преддверии выхода одноимённого кинофильма и просуществовала до середины 1980 года.
В своих интервью 1979—1980 годов Пугачёва сообщала, что в её планах — создание новой по концепции концертной программы и разработка нового сценического образа, существенно отличающегося от образа, создаваемого в программе «Женщина, которая поёт», к которому все привыкли. Если в «Женщине, которая поёт» она больше кого-то играла и изображала: будь то король (в песне «Всё могут короли»), шут («Арлекино»), журавлик («Ты возьми меня с собой»), первоклассник («Песенка первоклассника») и другие, в новой же концертной программе, по словам певицы, она хотела бы стать самой собой. Концерт, по замыслу Пугачёвой, должен быть выстроен в виде единого целостного монолога от первого лица, то есть от имени певицы, и каждая следующая песня должна быть связанной с предыдущей.
В июле 1980 года в Москве в Театре эстрады Пугачёва дала серию концертов в рамках культурной программы Игр XXII Олимпиады и представила новую концертную программу. Программа являлась курсовой работой по окончании IV курса института и не имела конкретного названия. На этих «олимпийских» концертах певица впервые спела ряд новых песен: «Признание», «Тише», «Люди, люди», «Беда», «Как тревожен этот путь», «Когда я буду бабушкой», «Уходя — уходи». Позже, осенью 1980 года в репертуар певицы вошли композиции «Усталость», «Дежурный ангел» и «Лестница». Все они (за исключением песен «Признание» и «Тише») станут «костяком» концертной программы «Монологи певицы». С середины 1980 года на всех своих концертах Пугачёва постоянно стала использовать простое белое платье свободного покроя (так называемый «балахон»), в котором выступала вплоть до 1984 года. Таким образом, безымянная концертная программа второй половины 1980 года — первой половины 1981 года стала прообразом «Монологов певицы» 1981—1983 годов. В этот период Пугачёва выступила с обновлённой программой в ряде крупных городов СССР и Европы: Омске, Сочи, Праге, Мюнхене, Кёльне, Москве (1980), Ташкенте, Казани, Алма-Ате и Вильнюсе (1981).
В июне 1981 года Пугачёва с отличием окончила режиссёрский факультет ГИТИСа по специальности «Эстрадная режиссура» с присвоением квалификации «режиссёр-постановщик эстрадных программ». В качестве своей дипломной работы она представила новую концертную программу «Монолог певицы», в которой выступила как исполнителем, так и режиссёром-постановщиком. 26 июня 1981 года состоялась защита дипломной работы: на сцене концертного зала Военно-воздушной академии им. Н. Е. Жуковского был дан закрытый концерт для офицеров академии. Затем Пугачёва отправилась показывать новую программу зрителям крупных городов СССР. Первые выступления прошли в Риге, Юрмале, Казани, Орджоникидзе, Харькове, Ленинграде и Таллине. Осенью 1981 года певица отправилась в гастрольное турне по городам Чехословакии, Австрии и Финляндии, а в конце года дала серию концертов в театре эстрады и ГЦКЗ «Россия» в Москве. На одном из концертов Пугачёва была удостоена Медали за содействие делу борьбы за мир. В течение 1982 года Пугачёва гастролировала с программой, в основном, по городам стран восточной Европы (ГДР, Югославия, Румыния, Венгрия, Болгария). В июне 1982 года выступила в концертном зале «Олимпия» в Париже, а в ноябре того же года — в театре «Олимпико» в Риме.
В 1983 году во многих своих интервью певица сообщала, что планирует создать новую, более зрелищную концертную программу, концептуально отличающуюся от «Монологов». Пугачёва задумала программу для больших концертных площадок, дворцов спорта и стадионов, которая должна была стать не просто сольным концертом, а неким грандиозным эстрадным театрализованным шоу-представлением, с задействованием различных визуально-художественных эффектов, декораций и танцевальных номеров. Уже в начале 1984 года Пугачёва начала подготовку к созданию новой программы «Пришла и говорю», а 2 июня 1984 года в Москве в СК «Олимпийский» состоялась её премьера. Незадолго до премьеры в некоторых своих интервью певица сообщала, что несмотря на появление «Пришла и говорю», она всё же хочет оставить «Монологи певицы» и продолжать представлять её параллельно с новой программой, однако этого так и не произошло.
С концертной программой «Монологи певицы» Пугачёва побывала в 11 странах (не считая СССР), выступила примерно в 80 городах и дала около 250 концертов.

## Даты концертов
| Дата                                           | Город           | Страна       | Площадка                                                       | Количество концертов | Примечание |
| ---------------------------------------------- | --------------- | ------------ | -------------------------------------------------------------- | -------------------- | --- |
| 1981 год                                       |                 |              |                                                                |                      | |
| 26 июня 1981                                   | Москва          | СССР         | Концертный зал Военно-воздушной академии им. Н. Е. Жуковского  | 1                    | Премьера концертной программы. Защита дипломной работы по окончании ГИТИСа. Закрытый концерт для офицеров академии им. Н. Е. Жуковского                                                                                                |
| 27 июня — 3 июля 1981                          | Рига            | СССР         |                                                                |                      | |
| 4 июля 1981                                    | Юрмала          | СССР         | Концертный зал «Дзинтари»                                      | 2                    | В рамках ежегодного курортного праздника |
| 5 — 11 июля 1981                               | Казань          | СССР         |                                                                |                      | |
| 12 — 17 июля 1981                              | Харьков         | СССР         |                                                                |                      | |
| 18 — 28 июля 1981                              | Ленинград       | СССР         | Большой концертный зал «Октябрьский»                           |                      | |
| 5 — 10 августа 1981                            | Орджоникидзе    | СССР         | Дворец культуры металлургов                                    |                      | |
| 12 — 25 августа 1981                           | Юрмала          | СССР         | Концертный зал «Дзинтари»                                      |                      | |
| начало сентября 1981                           | Москва          | СССР         | Дворец культуры МАИ                                            | 1                    | |
| 10 — 19 сентября 1981                          | Таллин          | СССР         | Дворец культуры и спорта им. В. И. Ленина (КСК «Горхолл»)      |                      | |
| 25 сентября — 21 октября 1981                  |                 | Чехословакия |                                                                |                      | Гастрольное турне по городам Чехословакии (Прага, Братислава, Острава и другие) |
| конец октября 1981                             |                 | Австрия      |                                                                |                      | Гастрольное турне по городам Австрии в рамках «Дней культуры СССР в Австрии» |
| 31 октября — 17 ноября 1981                    |                 | Финляндия    |                                                                |                      | Гастрольное турне по городам Финляндии (Хельсинки, Турку, Тампере, Ювяскюля, Пори, Вааса, Куопио, Лахти). Весь сбор средств от концертов направлен в фонд Всемирного Совета Мира на кампанию в поддержку всеобщего полного разоружения |
| 19 — 24, 28 ноября, 1 — 3, 9 — 12 декабря 1982 | Москва          | СССР         | Государственный театр эстрады                                  |                      | |
| ноябрь 1982                                    | Москва          | СССР         | ГЦКЗ «Россия»                                                  | 1                    | Закрытый концерт |
| 1982 год                                       |                 |              |                                                                |                      | |
| 12 — 14 января 1982                            | Москва          | СССР         | Концертный зал Олимпийской деревни                             | 3                    | |
| 4 февраля 1982                                 | Москва          | СССР         | Концертный зал имени П. И. Чайковского                         | 1                    | |
| 8 февраля 1982                                 | Москва          | СССР         | Государственный театр эстрады                                  | 1                    | |
| 16 февраля 1982                                | Москва          | СССР         | Концертный зал имени П. И. Чайковского                         | 1                    | |
| 17 — 27 февраля 1982                           | Рига            | СССР         | Дворец спорта                                                  |                      | |
| март 1982                                      |                 | ГДР          |                                                                |                      | Гастрольное турне по городам ГДР |
| 13 — 24 апреля 1982                            |                 | Югославия    |                                                                |                      | Гастрольное турне по городам Югославии (Белград, Дубровник и другие) |
| 25 апреля — начало мая 1982                    |                 | Румыния      |                                                                |                      | Гастрольное турне по городам Румынии (Бухарест, Тимишоара, Арад, Орадя, Залэу, Бая-Маре, Клуж-Напока, Тыргу-Муреш, Брашов, Плоешти) |
| 10 — 24 мая 1982                               |                 | Венгрия      |                                                                |                      | Гастрольное турне по городам Венгрии (Будапешт и другие) |
| 6 июня 1982                                    | Солнечный берег | Болгария     |                                                                | 1                    | В рамках XVIII международного фестиваля «Золотой Орфей '82» |
| 28 июня 1982                                   | Париж           | Франция      | Концертный зал «Олимпия»                                       | 1                    | |
| начало июля 1982                               | Рига            | СССР         | Дворец спорта                                                  |                      | |
| середина июля 1982                             | Юрмала          | СССР         | Концертный зал «Дзинтари»                                      |                      | |
| 8 — 19 сентября 1982                           | Сочи            | СССР         | Концертный зал «Фестивальный»                                  |                      | |
| 30 октября 1982                                | Москва          | СССР         | Кардиологический научный центр АМН                             | 1                    | Закрытый концерт |
| 12 — 21 ноября 1982                            |                 | Италия       |                                                                |                      | Гастрольное турне по городам Италии (Рим и другие) |
| 14 — 17 декабря 1982                           | Москва          | СССР         | ГЦКЗ «Россия»                                                  | 4                    | |
| 1983 год                                       |                 |              |                                                                |                      | |
| 5 — 8 января 1983                              | Москва          | СССР         | ГЦКЗ «Россия»                                                  | 4                    | |
| 28 января — 1 февраля 1983                     | Москва          | СССР         | Концертный зал Олимпийской деревни                             | 4                    | |
| 3 — 6 февраля 1983                             | Кишинёв         | СССР         |                                                                |                      | |
| 12 февраля 1983                                | Москва          | СССР         |                                                                | 1                    | Закрытый концерт для стройотрядов |
| 14 февраля 1983                                | Москва          | СССР         |                                                                | 1                    | Закрытый концерт для Совета экономической взаимопомощи |
| 24 февраля — 7 марта 1983                      | Ленинград       | СССР         | Большой концертный зал «Октябрьский»                           |                      | |
| 15 марта — 15 апреля 1983                      |                 | Югославия    |                                                                |                      | Гастрольное турне по городам Югославии |
| 27 мая 1983                                    | Братислава      | Чехословакия |                                                                | 1                    | В рамках международного фестиваля «Братиславская лира '83» |
| начало июня 1983                               | Ополе           | Польша       |                                                                | 1                    | Начало гастрольного тура по городам Польши |
| начало июня 1983                               | Вроцлав         | Польша       | Стадион                                                        | 1                    | |
| начало июня 1983                               | Кельце          | Польша       |                                                                | 1                    | |
| начало июня 1983                               | Конин           | Польша       |                                                                | 1                    | |
| 7 июня 1983                                    | Лодзь           | Польша       | Концертный зал филармонии                                      | 1                    | |
| 10 июня 1983                                   | Легница         | Польша       | Стадион                                                        | 1                    | Внеплановый концерт для штаба Северной группы войск СССР |
| 12 июня 1983                                   | Зелёна-Гура     | Польша       |                                                                | 1                    | В рамках XIX фестиваля советской песни «Подмосковные вечера» |
| 14 июня 1983                                   | Варшава         | Польша       | Зал конгрессов Дворца культуры и науки                         | 2                    | Окончание гастрольного тура по городам Польши |
| 20 — 25 июля 1983                              | Иркутск         | СССР         |                                                                |                      | |
| середина августа 1983                          | Братск          | СССР         |                                                                |                      | |
| 23 — 26 августа 1983                           | Ташкент         | СССР         | Дворец дружбы народов СССР им. В. И. Ленина                    | 4                    | |
| 1 — 18 октября 1983                            | Тбилиси         | СССР         |                                                                |                      | |
| 16 декабря 1983                                | Москва          | СССР         | Концертный зал Военно-политической академии имени В. И. Ленина | 1                    | Закрытый концерт для курсантов и офицеров Военно-политической академии имени В. И. Ленина |
| 19 декабря 1983                                | Москва          | СССР         | МХАТ им. М. Горького                                           | 1                    | Закрытый концерт в рамках «театрального понедельника» |
| 22 — 23 декабря 1983                           | Москва          | СССР         | Дворец культуры ЗИЛа                                           | 2                    | |
| 26 — 29 декабря 1983                           | Днепропетровск  | СССР         | Ледовый дворец спорта «Метеор»                                 | 4                    | Один из концертов — закрытый, для футбольной команды «Днепр», ставшей победителем чемпионата СССР по футболу в 1983 году |

## Список композиций
| №   | Название                  | Текст песни                | Музыка                                    | Примечание | Длительность |
| --- | ------------------------- | -------------------------- | ----------------------------------------- | --- | ------------ |
| 1.  | «Начало»                  |                            | Алла Пугачёва                             | Интродукция. Звучала не во всех концертах                                                                               |              |
| 2.  | «Усталость»               | Илья Резник                | Алла Пугачёва                             | До 1982 года |              |
| 3.  | «Поднимись над суетой»    | Илья Резник                | Алла Пугачёва                             | Также была в предыдущей концертной программе «Женщина, которая поёт» (1979—1980)                                        |              |
| 4.  | «Звёздное лето»           | Илья Резник                | Алла Пугачёва                             | До 1982 года; также была в предыдущей концертной программе «Женщина, которая поёт» (1979—1980)                          |              |
| 5.  | «Вот так случилось, мама» | Олег Милявский             | Алла Пугачёва                             | Также была в предыдущей концертной программе «Женщина, которая поёт» (1979—1980)                                        |              |
| 6.  | «Я больше не ревную»      | Осип Мандельштам           | Алла Пугачёва                             | Также была в предыдущей концертной программе «Женщина, которая поёт» (1979—1980)                                        |              |
| 7.  | «Беда»                    | Владимир Высоцкий          | Владимир Высоцкий                         | |              |
| 8.  | «Люди, люди»              | Илья Резник, Алла Пугачёва | Алла Пугачёва                             | |              |
| 9.  | «Старый дом»              | Илья Резник                | Алла Пугачёва                             | |              |
| 10. | «Когда я буду бабушкой»   | Марина Цветаева            | Алла Пугачёва                             | |              |
| 11. | «Эти летние дожди»        | Семён Кирсанов             | Марк Минков                               | До 1982 года; также была в предыдущей концертной программе «Женщина, которая поёт» (1979—1980)                          |              |
| 12. | «Музыкант»                | Осип Мандельштам           | Алла Пугачёва                             | Также была в предыдущей концертной программе «Женщина, которая поёт» (1979—1980)                                        |              |
| 13. | «Ленинград»               | Осип Мандельштам           | Алла Пугачёва                             | Также была в предыдущей концертной программе «Женщина, которая поёт» (1979—1980)                                        |              |
| 14. | «Лестница»                | Илья Резник                | Алла Пугачёва                             | |              |
| 15. | «Всё могут короли»        | Леонид Дербенёв            | Борис Рычков                              | Не постоянно; также была в предыдущей концертной программе «Женщина, которая поёт» (1979—1980)                          |              |
| 16. | «Арлекино»                | Борис Баркас               | Эмил Димитров, обработка Павла Слободкина | Не постоянно; также была в предыдущей концертной программе «Женщина, которая поёт» (1979—1980)                          |              |
| 17. | «Как тревожен этот путь»  | Илья Резник                | Алла Пугачёва                             | |              |
| 18. | «Дежурный ангел»          | Илья Резник                | Алла Пугачёва                             | |              |
| 19. | «Уходя — уходи»           | Илья Резник                | Алла Пугачёва                             | |              |
| 20. | «Держи меня, соломинка»   | Евгений Шлионский          | Алла Пугачёва                             | Впервые исполнена в Ленинграде в июле 1981 года; перешла в следующую концертную программу «Пришла и говорю» (1984—1985) |              |
| 21. | «Скупимся на любовь»      | Илья Резник                | Алла Пугачёва                             | Появилась весной 1983 года                                                                                              |              |
| 22. | «Миллион роз»             | Андрей Вознесенский        | Раймонд Паулс                             | Появилась в начале 1983 года; перешла в следующую концертную программу «Пришла и говорю» (1984—1985)                    |              |
| 23. | «Старинные часы»          | Илья Резник                | Раймонд Паулс                             | Впервые исполнена в Ленинграде в июле 1981 года                                                                         |              |
| 24. | «Возвращение»             | Илья Резник                | Раймонд Паулс                             | Не постоянно; появилась в 1982 году                                                                                     |              |
| 25. | «Песня на бис»            | Андрей Вознесенский        | Раймонд Паулс                             | Впервые исполнена в Юрмале в июле 1981 года; перешла в следующую концертную программу «Пришла и говорю» (1984—1985)     |              |
| 26. | «Жди и помни меня»        | Илья Резник                | Алла Пугачёва                             | Впервые исполнена в Ленинграде в июле 1981 года                                                                         |              |

## Создатели
- Участники:
  - Исполнитель — Алла Пугачёва
  - Музыканты — группа «Рецитал», руководители Александр Юдов (1981—1983), Александр Чиненков (1983), Руслан Горобец (с 1983)
- Режиссёр-постановщик — Алла Пугачёва
- Автор сценария — Алла Пугачёва

## Издание
Концертная программа «Монологи певицы» до сих пор не издана на DVD или других носителях. Отдельные фрагменты концертов были представлены в музыкальных и документальных программах и фильмах:
- «Поёт Алла Пугачёва» (ЦТ, 1981) — фрагменты концерта в Ленинграде в июле 1981 года («Звёздное лето», «Беда», «Эти летние дожди», «Лестница», «Жди и помни меня», «Песня на бис»)
- «Встречи с Аллой Пугачёвой» (ЦТ; 1984) — представлены фрагменты концерта в Сочи в сентябре 1982 года («Арлекино») и концерта в Москве 30 октября 1982 года («Поднимись над суетой», «Я больше не ревную», «Беда»)
- «Раймонд Паулс: Работа и размышления» (Рижская киностудия; 1985) — представлен фрагмент концерта в Юрмале в июле 1981 года («Песня на бис»)
- «Жди и помни меня» (ОРТ; 1995), «Пугачиха: Фильм-судьба» (НТВ, 2011), «Шальная молодость моя, или Неизвестная Алла 80-х» (Интер, 2011) — представлены фрагменты концертов в Ленинграде феврале 1983 года («Поднимись над суетой», «Старый дом», «Всё могут короли», «Держи меня, соломинка»)

В мае 2012 года польский телеканал «TVP Kultura» показал полную запись концерта Пугачёвой в Зелёной Гуре в июне 1983 года (15 песен).
В интернете поклонниками Пугачёвой обнародованы аудиозаписи нескольких концертов 1981—1983 годов.

### Комментарии
1. ↑  Информация взята из сет-листов концертных аудиозаписей программы, опубликованных поклонниками Пугачёвой в интернете.